# 後藤ひろひと
後藤 ひろひと（ごとう ひろひと、1969年2月23日 - ）は、日本の演出家、劇作家、俳優。山形県出身。Piper所属。芸能事務所は吉本興業所属。別名は「大王」。

## 来歴
山形大学附属小学校卒業、山形大学附属中学校卒業、山形県立山形東高等学校卒業、大阪外国語大学ヒンディー語学科（現：大阪大学外国語学部外国語学科ヒンディー語専攻）中退。
1987年に劇団「遊気舎」に入団。1989年からは二代目座長を務め、ほぼ全ての作品の作・演出を手掛ける。1996年に「遊気舎」を退団後はフリーの劇作家として活躍し、1997年には元「劇団そとばこまち」の川下大洋と「Piper」を結成。1998年、吉本興業とマネジメント契約を締結。小劇場系の劇作家が吉本と契約を交わすのは、当時は異例のことだった。2001年には自身が主宰する「王立劇場」を旗揚げした。以降、大阪を拠点に活動する。代表作に『人間風車』、『ダブリンの鐘つきカビ人間』、『BIZ三部作』『MIDSUMMER CAROL ガマ王子 vs ザリガニ魔人』などがある。
吉本に入った当時、芸人は演劇に興味がなく、演劇人は吉本を嫌っているという状況だった。2000年にbaseよしもとで上演した『北大阪信用金庫』は初めての芸人たちによる本格派演劇であり、たむらけんじ、小籔千豊、西野亮廣といった芸人たちに影響を与える。吉本芸人が演劇に携わるきっかけを作る役割を担った。
海外活動用の芸名として「ELVIS GOTO」を名乗る。彼が敬愛するミュージシャン、エルヴィス・プレスリーとエルヴィス・コステロがその由来。
2019年11月から粘土活劇「やめとけ!チキンマン」を開始した。

## 人物
- 妻は女優の楠見薫。姪に女優の江口千夏がいる。祖父は作家、歴史研究家の後藤嘉一。画家であり芥川賞作家の後藤紀一は彼の大叔父にあたる。
- 小学校、中学校の後輩には元フジテレビアナウンサーの武田祐子とテツandトモのトモ石澤智幸がいる。
- 特技は4ヶ国語話せること。
- ザ・プラン9の名付け親である。
- ロイヤルプラント 伊勢崎ファーム等演劇ワークショップ をおこない 役者 芸人 演劇関係者はもちろん僧侶 牧師 カウボーイ 会社経営者等 受講者は全国に散らばっている

## 主な作品

### 映画
- 彼岸にて（出演、1987年）
- ガキンチョ・ROCK（出演、2004年）
- YOSHIMOTO DIRECTOR'S 100 （2007年）
  - あなたにできない3つのこと… (監督・脚本・出演)
  - 14階段 (脚本)
  - カナリア (出演)
- パコと魔法の絵本（原作、出演、2008年）
- FLY!平凡なキセキ（出演、2012年）
- デルシネ「エル・シュリケンvs悪魔の発明」 (監督・脚本、2013年)
- デルシネ「エル・シュリケンvs新昆虫デスキート」 (監督・脚本、2016年)[2]
- Diner ダイナー（脚本、出演、2019年）※杉山嘉一、蜷川実花と共同
- エキストロ（脚本、出演、2020年）オン・ヴ・モン！（嘘つき）ドキュメンタリー映画祭最高賞受賞
- BOLT （出演、2020年）

### テレビ
- 青春トライ'97（朝日放送、1997年）
- 青春トライ'98（朝日放送、1998年）
- 百万馬力プロジェクトQ（朝日放送、2004年、司会）
- 発熱!猿人ショー（朝日放送、2003年）
- メイドインカンサイ（関西テレビ、2010年）
- どきワク関西（J:COMチャンネル関西エリア、2016年）火曜日担当

### ラジオ
- ＦMシアター劇作家シリーズ「Ｆ００１号～白浜エネルギー作戦～」（NHK･FM、1999年2月20日）
- 月極ラジオ（MBSラジオ、2004年6月、12月、2005年12月）
- 丑バラ（MBSラジオ、2008年1月24日）
- 後藤ひろひとのオールナイトニッポンR
- 秘密結社 大阪ぴかぴか団（ABCラジオ）
- THE MAGNIFICENT FRIDAY「おはよう農業」(FM COCOLO 2020年12月18日)
- FMシアター『空想博覧会』(NHK-FM 2023年11月11日、作、出演)

### 舞台
- 12人の入りたいやつら（1997年、作、出演）
- 止まれない12人（1998年、2003年、2025年、作・出演）
- 人間風車（2000年、作・出演）
- 天才脚本家（2001年、作・出演）
- BIZシリーズ
  - BIG BIZ 〜宮原木材危機一髪！（2001年、2002年、作・出演）
  - BIGGER BIZ 〜絶体絶命！結城死す？〜（2003年、2005年、作・出演）
  - BIGGEST BIZ 〜最後の決戦! ハドソン川を越えろ〜（2006年、作・出演）
- 「お屋敷シリーズ」
  - SPOOKY HOUSE (2004年、作・演出・出演)
  - ひーはー (2006年、作・演出・出演)
  - ベントラー・ベントラー・ベントラー (2008年、作・演出・出演)
- 仮装敵国（2005年、作）
- ダブリンの鐘つきカビ人間（2002年、2005年、2015年、2022年、作・出演）
- Shuffle（2005年、作・演出・出演）
- MIDSUMMER CAROL ガマ王子 vs ザリガニ魔人（2004年、作・出演、2008年、2014年の再演には出演せず）
  - 2008年『パコと魔法の絵本』として映画化。
- 姫が愛したダニ小僧（2005年、作・演出・出演）
- OUR HOUSE（2006年、出演・訳詞）
- みんな昔はリーだった 〜EXIT FROM THE DRAGON〜（2006年、作・出演）
- 恐竜と隣人のポルカ -K/T BOUNDARY-（2008年、作・演出・出演）
- ガス人間第1号（2009年、脚色・演出・出演）
- THE LEFT STUFF（2010年、作・演出・出演）
- スリー・ベルズ〜聖夜に起こった3つの不思議な事件〜（2010年、作・演出・出演）
- ニッポン無責任新世代（2011年、作・演出・出演）
- ドーナツ博士とGO!GO!ピクニック（2013年、演出・出演）
- 劇団ひろひょう第一回公演「荒波次郎」（2014年、作・演出・出演）
- 劇団ひろひょう第二回公演「やすらぎの家」（2015年、作・演出・出演）
- メイシアター×ホルマリン兄弟「TOUCHABLES」（2016年、作・演出・出演）
- ABCホールプロデュース公演第5弾「だーてぃーびー 〜汚れたテレビ〜」（2016年、作・演出・出演）
- 「FILL-IN」（2017年、作・演出・出演）
- T-works#1「源八橋西詰 ～ I’M STANDING AT THE CROSSROADS AGAIN ～」（2018年、作・演出・出演）[3]
- 工藤俊作プロデュースプロジェクトKUTO-10 第17回公演「財団法人親父倶楽部〜死んだと思って生きてみる〜」（2018年、作・演出・出演）
- 大阪文化芸術FES『Small Town,Big City』（2018年、総合演出、作、出演）
- 大阪文化芸術創出事業「リバー・ソングス〜大阪を流れていた6枚の枯葉〜」（2021年、総合演出、作、出演）
- エミィ賞グランプリ「参議院議員にしのはら清子」西原希蓉美（2021年、作、演出）
- 大阪文化芸術支援プログラム「STATION TO STATION〜あなたの駅の物語〜」（2021年、総合演出、作、出演）
- 工藤俊作プロデュースプロジェクトKUTO-10 第21回公演「三大劇作家、逮捕される！」（2022年、作、演出、出演）
- MousePiece-ree 20周年記念公演「CAT TOWER」（2022年、作、演出）
- 王立ブロニーショー「姫が愛したダニ小僧」（2022年、作、演出、出演）
- クラアク芸術堂 Masterworks#04 「ダブリンの鐘つきカビ人間」（2022年、作、演出、出演）
- 山田朗働組合　第一回公演 「奇人たちの朗読会」（2024年2月、作、演出、出演（案内人））
- FOLKER（2025年、作、演出、出演）[4]